# Pentachondra
Pentachondra es un género con diez especies descritas de plantas fanerógamas perteneciente a la familia Ericaceae.

## Taxonomía
El género  fue descrito por Robert Brown y publicado en Prodromus Florae Novae Hollandiae 549. 1810. La especie tipo no ha sido designada. 

## Especies
- Pentachondra dehiscens
- Pentachondra ericaefolia
- Pentachondra ericifolia
- Pentachondra involucrata
- Pentachondra javanica
- Pentachondra mucronata
- Pentachondra pumila
- Pentachondra rubra
- Pentachondra vaccinioides
- Pentachondra verticillata